# هاري إم. وايت الثالث
هاري إم. وايت الثالث (بالإنجليزية: Harry M. Wyatt III)‏ هو ضابط أمريكي، ولد في 1949.